# 문신자
문신자(1938 ~ )은 일제하 대표적인 친일파 기업인인 문명기가 환갑에 얻은 딸이다. 한・우즈베키스탄협회장과 한류문화인진흥재단 이사장을 맡고 있다.

## 생애
경상북도 영덕 태생이다. 안동사범대를 졸업한 뒤 대구에서 터를 잡고 초등학교 교장, 정부ㆍ여성단체 간부 등 지역의 유력인사로 살아 왔다.
- 1938년 경북영덕 출생
- 안동사범학교(현, 국립안동대학교) 졸업
- 대구대학교 대학원 심리치료학 석사
- 대구가톨릭대학교대학원 철학명예박사
- 대구신암초등학교장 역임
- 민주평화통일자문회의 대구지역회의 부의장 역임
- 현, 한・우즈베키스탄협회장
- 현, 한류문화인진흥재단이사장

대구교육청 장학사, 대구교육청 장학관, 대구신천초등학교 교장, 경북과학대학사회과학교육원장, 대구가톨릭대학교경영대학원미래지식포럼원장, 독도사랑범국민운동본부공동대표, 대구광역시여성단체협의회장, 한・우즈베키스탄협회장, 한국법무보호복지공단대구경북지부연합회장, 민주평화통일자문회의 대구지역회의 부의장, 한류문화인진흥재단이사장
1999년 대구신암초등학교 교장으로 부임한 후 2000년에 교직을 떠나며 황조근정훈장을 받았다.
문신자는 조선일보 조용헌 살롱에서 대구의 여걸로 등소평에 버금가는 문소평이라고 거론돼 화제가 되기도 했다.
2014년 3월 17일자 조선일보 ‘조용헌 살롱’이라는 칼럼에서 원광대학교 동양대학원 조용헌 교수가 ‘대구의 여걸(女傑)’이라는 글을 썼다. 그곳에서 “중국에는 등소평이 있고, 대구에는 문소평이 있다”로 시작하는 글 내용에서 문신자를 등소평과 버금간다는 뜻인 ‘문소평’이라고 하며 문명기와 함께 칭송하는 이야기를 썼다. 그의 아버지 문명기(文明琦, 1878∼1968)씨에 대한 이야기와 함께 그녀의 어머니가 딸에게 미친 특이한 가정교육까지 적었던 것이다.
이 글을 본 경북 청송에 사는 지○○씨가 느낀 비애와 울분을 지역신문인 고향신문에 올렸는 바, 그 제목이 ‘친일파 후손 문ㅇㅇ씨 극찬하는 조선일보의 기사를 보며’였다. 아직도 친일파 후손들이 전국 도처에서 부(富)를 굴리며 떵떵거리며 살아가는 반면에, 일제에 항거했던 독립군이나 의병장의 후손들은 가난에 치를 떨며 어렵게 생활하고 있는 현실에서 보은(報恩)이 무엇인지를 다시금 생각나게 해주는 정의로운 글이었다는 평을 받기도 했다.
문신자는 2000년대 중반 아버지의 기념사업을 추진하러 영덕을 방문했다가 독립운동가 후손들의 거센 항의를 받았다. 그는 2006년 한 매체와의 인터뷰에서 “(금광을 인수하겠다던 일본사람이 계약금을 주지 않아) 아버지는 어쩔 수 없이 (문제 해결을 위해) 금으로 된 명함을 들고 일본 총독을 만나러 갔다” “(비행기 헌납은) 일본인을 최대한 이용해서 그들의 요구를 들어주고 우리의 권리를 되찾아야 한다는 것”이라는 등 아버지의 과거를 왜곡 포장하는데 앞장섰다.